# کارلو بوسولی
کارلو بوسولی (به ایتالیایی: Carlo Bossoli) (6 دسامبر ۱۸۱۵ در لوگانو - ۱ اوت ۱۸۸۴ در تورین) نام نقاشی با ریشهٔ ایتالیایی است که در سوئیس به دنیا آمد. بوسونی آغاز کار خود را در روسیه گذراند او برای کشیدن صحنه‌های تاریخی از وحدت ایتالیا شناخته شده‌است.

## نگاره‌ها

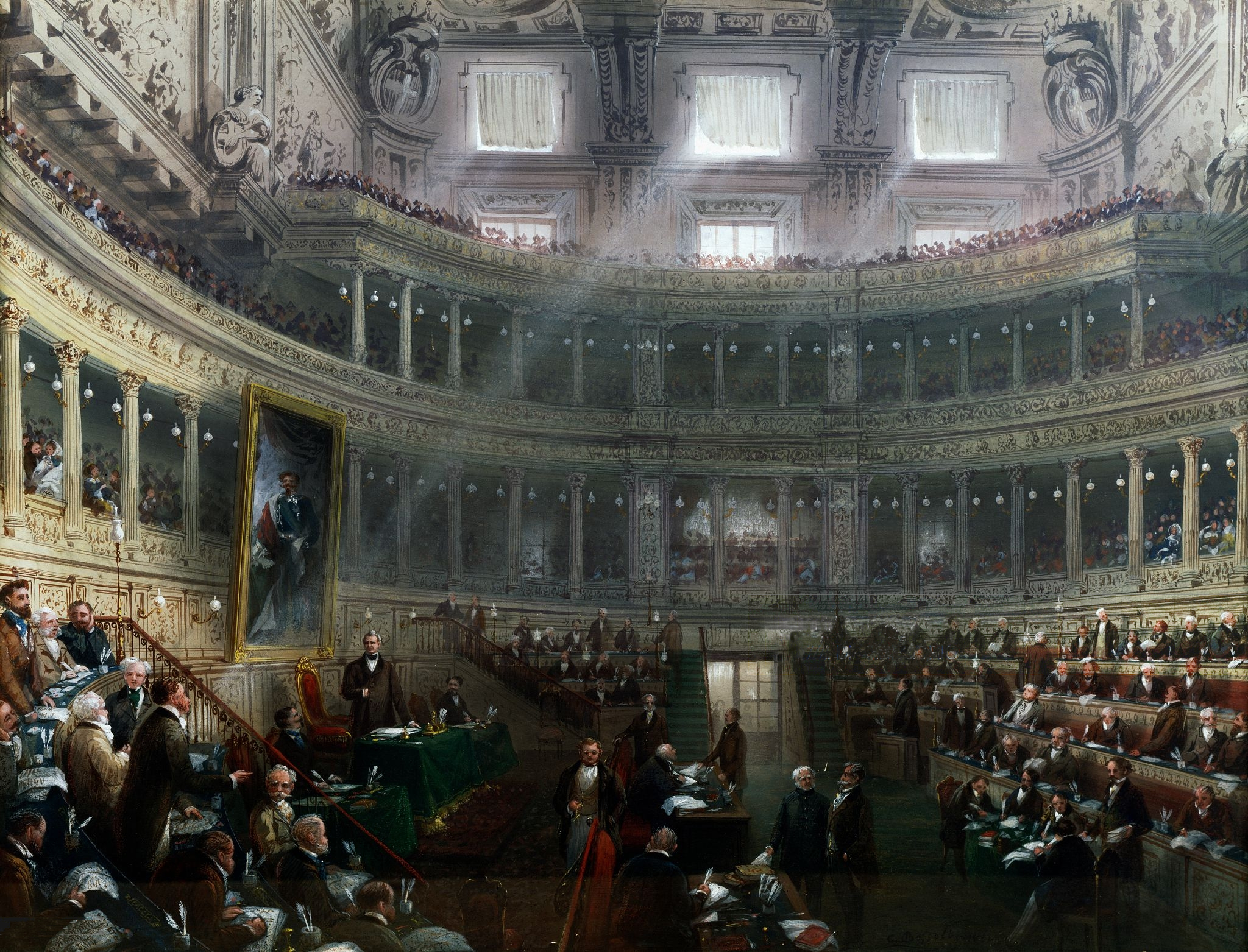
سنای پادشاهی ساردنی، ۱۸۶۰
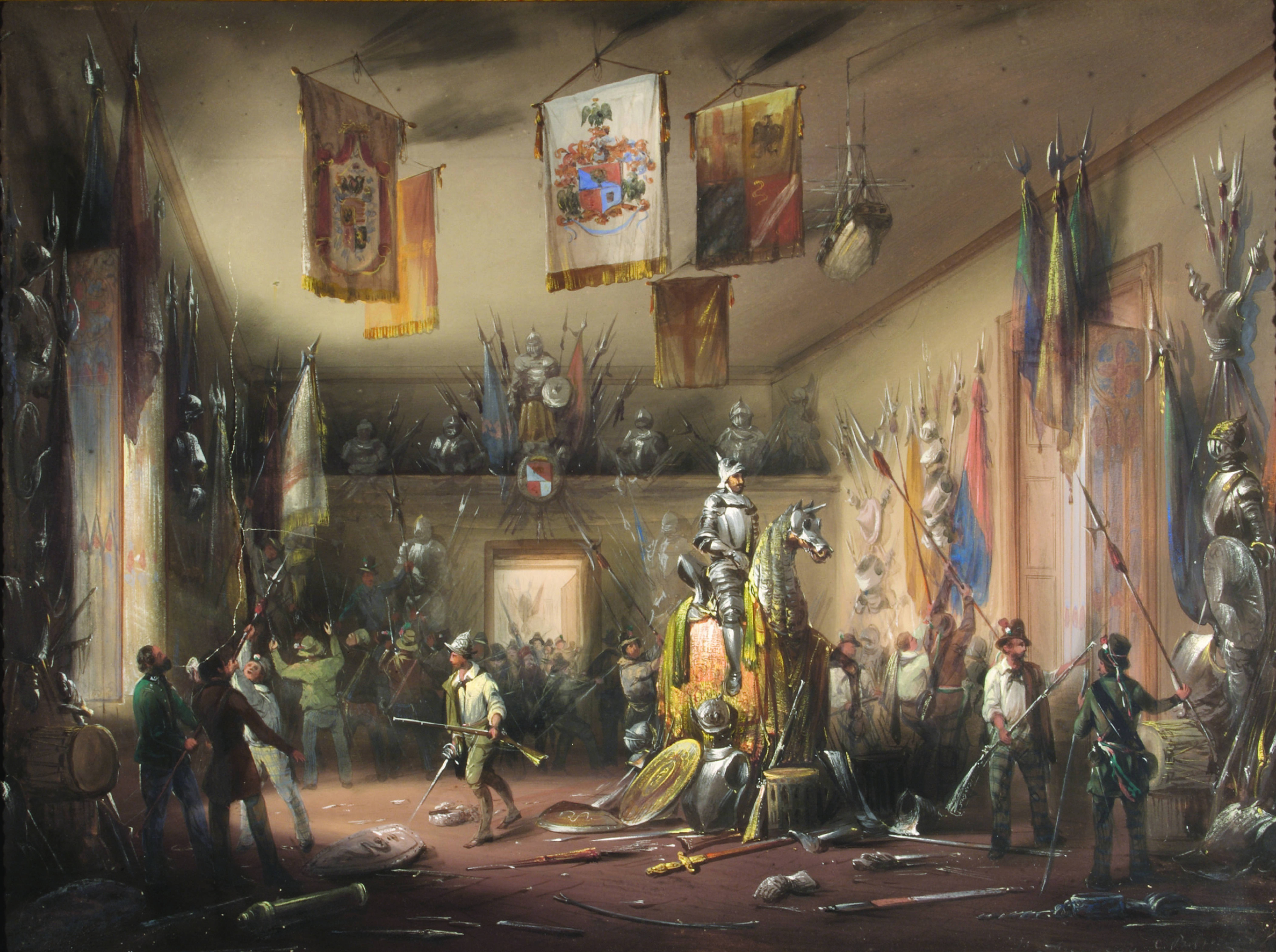
نقاشی مربوط به سال ۱۸۴۸
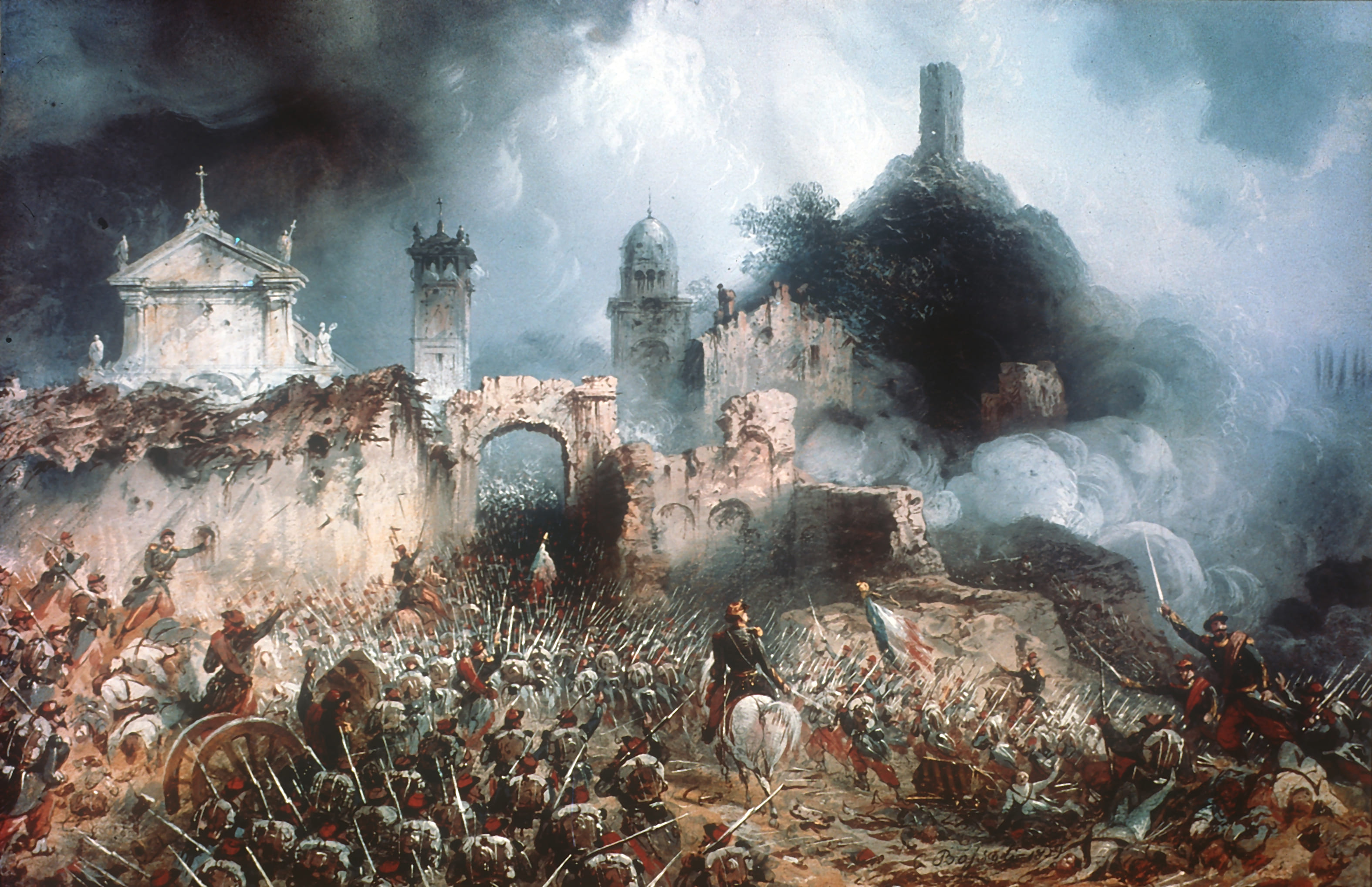
نبرد سولفورینو، ۱۸۵۹